# Ugny-le-Gay

Ugny-le-Gay este o comună în departamentul Ain, Franța. În 1 ianuarie 2022 avea o populație de 186 de locuitori.